# さいとう・たかお
もしかして
- さいとう・たかを

ではありませんか？